# Choroba Crohna

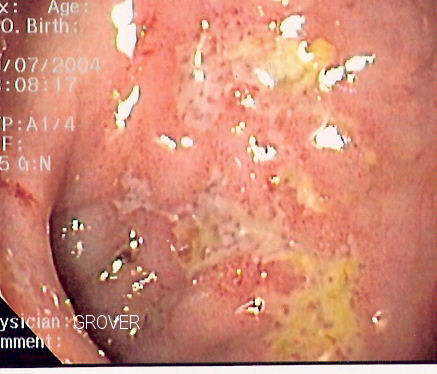
Endoskopowy obraz okrężnicy ukazujący obecność wrzodu pełzającego, typowego w chorobie Crohna

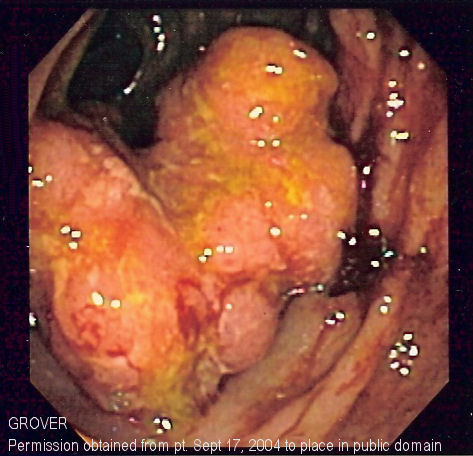
Kolonoskopowy obraz raka okrężnicy rozpoznanego w esicy w przesiewowym badaniu na chorobę Crohna

Schematyczne przedstawienie genu NOD2/CARD15, który jest powiązany z pewnymi typami choroby Crohna

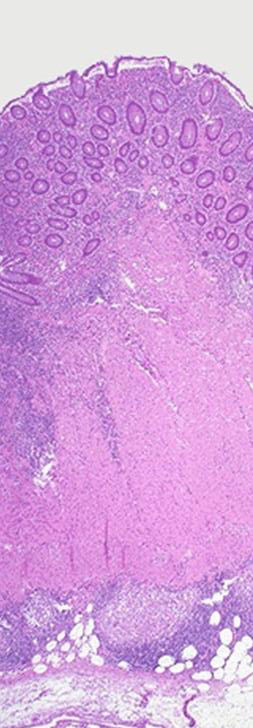
Przekrój próbki kolektomijnej ukazujący zapalenie śródścienne (barwienie H+E)

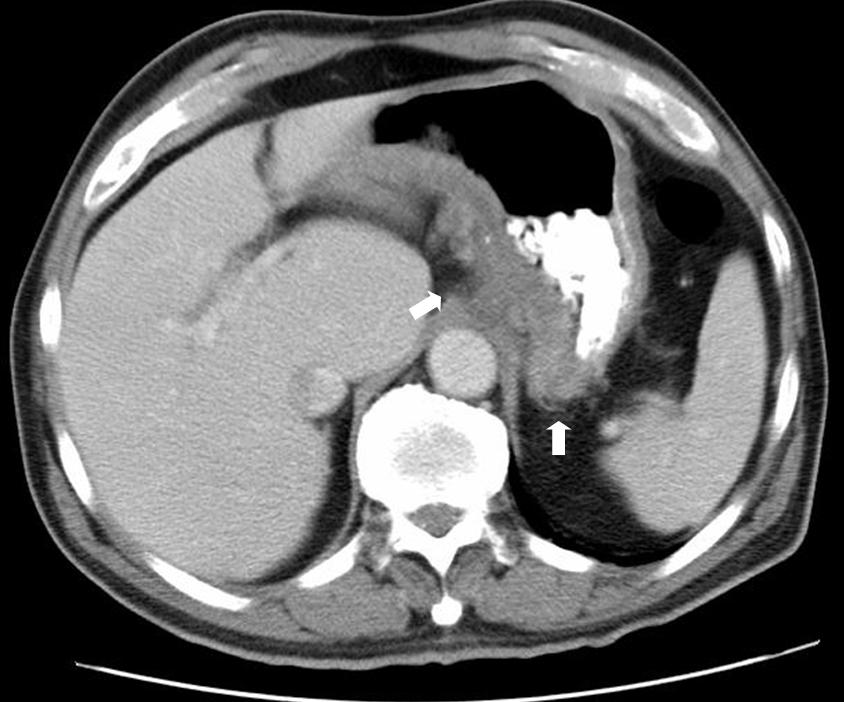
Obraz w tomografii komputerowej ukazujący zajęcie przez chorobę Leśniowskiego-Crohna dna żołądka

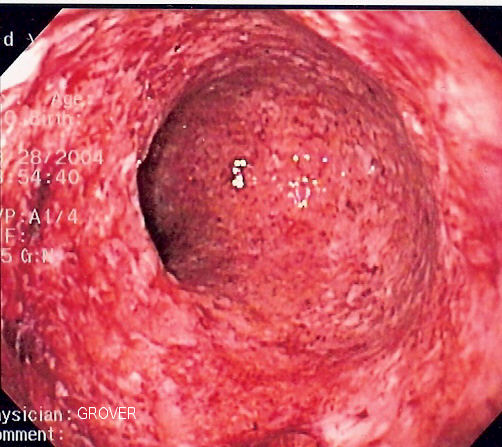
Choroba Crohna w endoskopii może przypominać wrzodziejące zapalenie jelita grubego. Ten obraz kolonoskopowy pokazuje rozległą utratę architektury śluzówki esicy, jej kruchość oraz przesięk na ścianie (są to również cechy colitis ulcerosa)

Choroba Crohna (łac. morbus Crohn, ileitis terminalis, ileitis regionalis), choroba Leśniowskiego-Crohna (ChL-C) – zapalna choroba jelita o niewyjaśnionej etiologii, zaliczana do grupy nieswoistych zapaleń jelit (IBD). Opisana została po raz pierwszy przez polskiego lekarza Antoniego Leśniowskiego w 1904, a dokładniejszego opisu dostarczył Burrill Bernard Crohn ze współpracownikami w 1932. Jest to przewlekły, nieswoisty proces zapalny ściany przewodu pokarmowego; może dotyczyć każdego jego odcinka, lecz najczęściej lokalizuje się w końcowej części jelita cienkiego oraz początkowej jelita grubego (z tego względu dawniejsza nazwa to ileitis terminalis).
Etiologia tego schorzenia, jak i skuteczna metoda jego leczenia, nie jest znana.

## Epidemiologia
Występowanie choroby Crohna jest uwarunkowane geograficznie. Zachorowalność jest największa w rozwiniętych krajach Europy Zachodniej oraz Ameryki Północnej. W Europie Zachodniej i Północnej największy wzrost zachorowań obserwowano w połowie XX wieku, głównie w krajach skandynawskich i anglosaskich. Obecnie obserwuje się tam wciąż stały wzrost zachorowań. Szczególnie wysoka zapadalność obserwowana jest w Danii i Szwecji. Aktualnie stwierdza się wzrost zachorowań w krajach Europy Południowej. Ocena sytuacji epidemiologicznej w krajach Europy Środkowo-Wschodniej jest niepełna. W Czechach, na Słowacji, w Rumunii i w Estonii stwierdza się niewielką zachorowalność i chorobowość. Z kolei na Węgrzech i w Chorwacji współczynniki te są podobne jak w krajach Europy Zachodniej. Badania przeprowadzone w krajach europejskich określają zapadalność na chorobę Leśniowskiego-Crohna w zakresie od 0,9 przypadku na 100 tysięcy mieszkańców na rok w północnej Grecji do 11,4 przypadków na 100 tysięcy mieszkańców na rok w północno-zachodniej Szkocji.
Średnia zachorowalność w Unii Europejskiej oceniana jest na 5 przypadków na 100 tysięcy mieszkańców na rok. Chorobowość w Europie jest szacowana na 40–50 przypadków na 100 tysięcy mieszkańców.
W Stanach Zjednoczonych największy wzrost liczby zachorowań obserwowany był w latach 60. i 70. XX wieku. Obecnie współczynnik zachorowalności ustabilizował się i wynosi 3,1–14,6 przypadków na 100 tysięcy mieszkańców na rok, a chorobowość wynosi 26–199 przypadków na 100 tysięcy mieszkańców na rok. W Azji sytuacja epidemiologiczna nie jest dokładnie określona, ale w ostatnich latach obserwuje się wzrost liczby przypadków.
Zauważany jest trend wskazujący na wzrost zapadalności w różnych rejonach świata związany z rozwojem gospodarczym, zmianą sposobu żywienia i poprawą statusu ekonomicznego krajów. Nie można jednak wykluczyć, że jest to tylko zjawisko pozorne, związane ze wzrostem rozpoznawalności choroby Leśniowskiego-Crohna w państwach, których status ekonomiczny i stan ochrony zdrowia poprawia się. Na chorobę Crohna jednakowo często chorują tak kobiety, jak i mężczyźni (inne źródła podają niewielką przewagę zachorowań wśród kobiet), częściej są to osoby rasy białej, a najczęściej Żydzi aszkenazyjscy. W 2–14% przypadków choroba występuje rodzinnie, rzadziej sytuacja taka ma miejsce wśród pacjentów rasy żółtej.
Choroba Leśniowskiego-Crohna występuje w każdym wieku, ale głównie pojawia się między 15. a 40. rokiem życia (według innych źródeł między 15. a 25. rokiem życia). Niektóre badania wykazały drugi szczyt zachorowań w wieku 50–80 (lub 60–80) lat. Obecnie stwierdza się wzrost liczby przypadków wśród dzieci.

### Epidemiologia choroby Crohna w Polsce
W Polsce od roku 2005 rozpoczęto prowadzenie Krajowego Rejestru Choroby Leśniowskiego-Crohna. W dniu 11 grudnia 2010 w tworzeniu rejestru brało udział 88 ośrodków medycznych i zarejestrowano ponad 4,5 tysiąca pacjentów. Uważa się, że prowadzenie rejestru pozwoli na długotrwałą ocenę epidemiologiczną zachorowań na chorobę Leśniowskiego-Crohna.
Według danych przedstawionych w 2008 roku liczbę chorych w Polsce szacowano na 5 tysięcy. Chorowały częściej osoby w wieku od 16. do 40. roku życia, ze średnim albo wyższym wykształceniem, mieszkające w miastach.

## Etiopatogeneza
Dokładna przyczyna powstania choroby nie jest znana. Podejrzewa się, że jednym z czynników predysponujących jest zmiana, powodująca poszerzenie połączeń ścisłych (ang. tight junction) znajdujących się pomiędzy enterocytami. Ponadto niektóre szczepy z gatunku Bacteroides fragilis obecne w jelicie grubym wytwarzają enterotoksynę BFT o aktywności metaloproteazy. Enzym ten hydrolizuje wiązania peptydowe E-kadheryny, wchodzącej w skład połączeń adherens junctions. Ułatwia to wnikanie do ściany toksyn i antygenów zawartych w pożywieniu. Postuluje się również związek choroby z mutacją genu NOD2 oraz defektem immunologicznym monocytów. Ten pierwszy jest jednym z najistotniejszych korelatów z omawianym schorzeniem - wzrost ryzyka rozwoju choroby Leśniowskiego-Crohn'a dla homozygot niosących zmutowane warianty genu NOD2 może być nawet czterdziestokrotny. Pomimo tego, należy zaznaczyć, że penetracja genu NOD2, czyli częstość pojawiania się u osób niosących ten gen fenotypu z nim związanego, nawet u osób posiadających dwa zmutowane warianty NOD2, jest względnie niewielka. Białko NOD2 uczestniczy w rozpoznawaniu ligandów bakteryjnych za pośrednictwem domeny LRR, w obrębie której pojawiają się wspomniane mutacje. Z występowaniem choroby korelują dodatkowo markery immunologiczne: anty-I2 oraz ASCA.
Charakterystyczne dla przebiegu choroby jest zajęcie całej grubości ściany narządu oraz możliwość występowania w całym przewodzie pokarmowym, podczas gdy we wrzodziejącym zapaleniu jelita grubego zajęte są tylko błona śluzowa i podśluzowa jelita grubego). Zmiany mają charakter ogniskowy (ang. skip lesions), w przeciwieństwie do wrzodziejącego zapalenia jelita grubego, w którym występują zmiany ciągłe.
Obraz histopatologiczny wykazuje występowanie ziarniniaków nabłonkowatokomórkowych bez cech serowacenia.
Mimo powszechnej obecnie opinii, że choroba Crohna ma podłoże autoimmunologiczne, pojawia się coraz więcej dowodów potwierdzających teorię, że jej przyczyną jest upośledzenie mechanizmów odporności nieswoistej, związane z niewłaściwym (ograniczonym) wydzielaniem cytokin przez makrofagi.

### Drobnoustroje
Początkowo jako czynniki sprawcze choroby Leśniowskiego-Crohna podejrzewano różne bakterie chorobotwórcze. Jednak według najpowszechniejszej obecnie opinii różne mikroorganizmy jedynie wykorzystują osłabienie warstwy błony śluzowej gospodarza i niezdolność do oczyszczania ścian jelita z bakterii – oba będące objawami choroby. Niektóre badania sugerowały, że Mycobacterium avium subsp. paratuberculosis ma po części udział w chorobie Leśniowskiego-Crohna, ponieważ powoduje bardzo podobną chorobę u bydła, chorobę Johnego. Antygeny z resztami mannozy (mannany) pochodzące z drożdży mogą również wywołać odpowiedź w postaci produkcji przeciwciał. Inne badania wykazują związek specyficznych szczepów enteroadhezyjnych E. coli z chorobą. Mimo to związek między poszczególnymi rodzajami bakterii i chorobą Leśniowskiego-Crohna pozostaje niejasny.
Niektóre badania sugerują, że choroba Leśniowskiego-Crohna, wrzodziejące zapalenie jelita grubego i zespół jelita drażliwego mają tę samą podstawową przyczynę. W bioptatach jelita grubego od wszystkich trzech grup pacjentów wykazano podwyższony poziom proteaz serynowych. Po eksperymentalnym wprowadzeniu proteaz serynowych do organizmu myszy stwierdzono rozlany ból związany z zespołem jelita drażliwego i zapalenie jelita grubego, występujące we wszystkich trzech chorobach. Autorzy tego badania nie byli w stanie zidentyfikować źródła proteaz, ale odrębny przegląd zwrócił uwagę, że miejscowe i czasowe różnice w tych chorobach mogą mieć związek z zakażeniem słabo poznanym pierwotniakiem, Blastocystis.
W badaniu z 2003 wysunięto hipotezę „zimnego łańcucha”, mówiącą, że psychrofilne (zimnolubne) bakterie, jak Yersinia spp i Listeria spp, przyczyniają się do rozwoju choroby. Znaleziono statystyczną korelację pomiędzy nadejściem szerokiego zastosowania urządzeń chłodniczych w Stanach Zjednoczonych i w różnych częściach Europy a wzrostem zachorowań. Późniejsze badania dostarczyły dowodów na tę hipotezę.
Badania wykonane na Uniwersytecie Liverpoolskim dostarczyły poglądów, które mogłyby wyjaśnić obserwowany związek między chorobą Leśniowskiego-Crohna, prątkami (Mycobacterium) i innymi bakteriami chorobotwórczymi oraz markerami genetycznymi. U wielu osób czynniki genetyczne predysponują do zakażenia Mycobacterium avium subsp. paratuberculosis. Po zakażeniu bakterie wytwarzają mannany chroniąc w ten sposób zarówno siebie, jak i różne bakterie przed fagocytozą, co prowadzi do szeregu wtórnych zakażeń.

## Objawy i przebieg
Początek choroby często jest niecharakterystyczny, o powolnym przebiegu, niekiedy jednak ostry, o dramatycznym przebiegu, z powstawaniem toksycznego rozdęcia okrężnicy (łac. megacolon toxicum).
Główne objawy, mogące wskazywać na chorobę Leśniowskiego-Crohna, dotyczą przewodu pokarmowego:
- przewlekła biegunka (zwykle bez krwi), czasem nocna. W poważnych przypadkach może istnieć potrzeba oddania ponad 20 stolców na dzień[5][28][29].
- bóle brzucha (często prawe podbrzusze)
- niedrożność jelit
- guzowaty opór w jamie brzusznej
- zmiany okołoodbytniczne (szczelina, przetoka, ropień).

Oprócz tego mogą występować gorączka, spadek masy ciała (wyniszczenie), zahamowanie wzrostu (u dzieci), osłabienie i męczliwość.
Rzadziej występujące objawy pozajelitowe:
- skórne – rumień guzowaty (łac. erythema nodosum), piodermia zgorzelinowa,
- stawowe,
- oczne – episcleritis lub keratoconjunctivitis, uveitis.

## Rozpoznanie
- kolonoskopia połączona z pobraniem materiału do badania histopatologicznego
- wlew kontrastowy jelita grubego
- pasaż jelitowy
- badania laboratoryjne: podwyższenie OB, niedokrwistość, białko C-reaktywne – również do kontroli aktywności choroby[30]
- badanie w kierunku przeciwciał przeciw cytoplazmie neutrofilów i drożdżom Saccharomyces cerevisiae (ASCA, od ang. anti-Saccharomyces cerevisiae antibodies), pozwalające na rozpoznanie chorób zapalnych jelit[31] oraz różnicowanie z colitis ulcerosa[32]

## Różnicowanie
W diagnostyce różnicowej choroby Crohna należy uwzględnić:
- wrzodziejące zapalenie jelita grubego, szczególnie gdy zmiany są obecne jedynie w jelicie grubym
- gruźlicę jelit.

Schorzeniem, które najczęściej naśladuje objawy choroby Crohna, jest wrzodziejące zapalenie jelita grubego, gdyż oba te stany są chorobami zapalnymi jelit, które mogą zająć okrężnicę, dając podobne objawy. Ważne jest, aby rozróżnić te choroby, ponieważ ich przebieg i leczenie są różne. Niekiedy ustalenie jednego z tych dwóch rozpoznań może nie być możliwe i wtedy choroba jest klasyfikowana jako nieokreślone zapalenie okrężnicy.
|                                                | Choroba Leśniowskiego-Crohna                                                   | Wrzodziejące zapalenie jelita grubego       |
| ---------------------------------------------- | ------------------------------------------------------------------------------ | ------------------------------------------- |
| Zajęcie końcowego odcinka jelita krętego       | Często                                                                         | Rzadko                                      |
| Zajęcie okrężnicy                              | Zwykle                                                                         | Zawsze                                      |
| Zajęcie odbytnicy                              | Rzadko                                                                         | Zwykle                                      |
| Zajęcie całego odbytu                          | Częste                                                                         | Rzadko                                      |
| Zajęcie przewodów żółciowych                   | brak wzrostu zapadalności na pierwotne stwardniające zapalenie dróg żółciowych | Częstsze                                    |
| Rozmieszczenie obszarów zajętych przez chorobę | Nieregularny obszar zapalenia                                                  | Ciągły obszar zapalenia                     |
| Endoskopia                                     | Głębokie geograficzne owrzodzenia                                              | Ciągłe owrzodzenia                          |
| Głębokość zapalenia                            | Może przechodzić przez całą grubość ściany, głęboko do tkanek                  | Płytkie, zajęcie śluzówki                   |
| Przetoki                                       | Częste                                                                         | Rzadkie                                     |
| Zwężenia                                       | Częste                                                                         | Rzadkie                                     |
| Choroba autoimmunologiczna                     | powszechnie uważana za chorobę autoimmunologiczną                              | Brak konsensusu                             |
| Odpowiedź cytokin                              | Związana z limfocytami Th1                                                     | związana w pewnym stopniu z limfocytami Th2 |
| Ziarniniaki w biopsji                          | Mogą wystąpić ziarniniaki                                                      | Ziarniniaki niezbyt częste                  |
| Leczenie chirurgiczne                          | Częste nawroty po usunięciu części zajętych                                    | Zwykle wyleczenie po usunięciu okrężnicy    |
| Palenie tytoniu                                | Podwyższone ryzyko dla palących                                                | Mniejsze ryzyko dla palących                |

## Powikłania

### Powikłania miejscowe
- przetoki wewnętrzne jelitowo-jelitowe, jelitowo-pęcherzowe, jelitowo-pochwowe – występują u 30–40% chorych
- przetoki zewnętrzne (jelitowo-skórne)
- ropnie międzypętlowe (położone między pętlami jelit)
- zwężenia jelit
- zmiany okołoodbytnicze (przetoki jelitowo-skórne, ropnie)
- perforacja jelita z tworzeniem ropni (sporadycznie)
- ostre rozdęcie okrężnicy (sporadycznie)
- krwotoki z jelit
- rak jelita grubego (rzadziej niż we wrzodziejącym zapaleniu jelita grubego, ryzyko zachorowania na raka po 10 latach choroby wynosi 2,9%)[36][4][37]
- gruczolakorak jelita cienkiego (33-krotnie zwiększone ryzyko)[36]

Osoby z grupy wysokiego ryzyka zachorowania na raka jelita grubego, to te które mają genetyczne lub dziedziczne predyspozycje do jego powstania, oraz pacjenci z zapalną chorobą jelit.
Pacjenci z chorobą Leśniowskiego-Crohna mają 5,6 raza zwiększone ryzyko zachorowania na raka jelita grubego w stosunku do populacji ogólnej
(w przypadku wrzodziejącego zapalenia jelita grubego ryzyko jest większe). W porównaniu do populacji ogólnej rak jelita grubego w chorobie Leśniowskiego-Crohna występuje w młodszym wieku. Częściej lokalizuje się w prawej części okrężnicy i częściej jest wieloogniskowy. Szczególnie narażone na możliwość powstania raka są miejsca zwężeń i przetok.
Choroba Leśniowskiego-Crohna wymaga poświęcenia uwagi ryzyku raka, aczkolwiek nie został wypracowany program najbardziej efektywnej kontroli. Zaleca się program umiarkowanego nadzoru nad chorymi, taki jaki stosuje się dla wrzodziejącego zapalenia jelita grubego ograniczonego do lewej strony okrężnicy, z kontrolą endoskopową co 1–2 lata po 15 latach trwania choroby.

### Manifestacje i powikłania pozajelitowe
W przebiegu nieswoistych zapaleń jelit u 6–47% chorych pojawiają się objawy i zmiany dotyczące innych narządów. Nazywają się one manifestacjami pozajelitowymi. Ponadto w przebiegu tych chorób mogą pojawiać się powikłania pozajelitowe, będące skutkiem przewlekłego stanu zapalnego, niedożywienia, działań niepożądanych terapii. Rozróżnienie, czy dany objaw bądź jednostka chorobowa jest pierwotną manifestacją pozajelitową czy wtórnym powikłaniem pozajelitowym, jest trudne i nie we wszystkich źródłach dokonuje się takiego podziału.
Manifestacje i powikłania pozajelitowe pojawiają się zarówno we wrzodziejącym zapaleniu jelita grubego, jak i w chorobie Crohna. W tej ostatniej częściej występuje kamica żółciowa, kamica nerkowa, zapalenie trzustki, nadżerki w jamie ustnej, amyloidoza i palce pałeczkowate.
Do manifestacji i powikłań pozajelitowych choroby Leśniowskiego-Crohna należą między innymi:
- zesztywniające zapalenie stawów kręgosłupa – częściej u mężczyzn; aktywność tej choroby i nasilenie objawów są niezależne od aktywności zapalenia jelit
- zapalenie stawów krzyżowo-biodrowych – zwykle skąpoobjawowe, mogą być tylko zmiany radiologiczne
- zapalenie stawów obwodowych – występują dwa typy – pierwszy dotyczy dużych stawów i związany jest z aktywnością zapalenia jelita, drugi dotyczy drobnych, symetrycznie położonych stawów i przebiega niezależnie od aktywności choroby jelita
- osteopenia i osteoporoza – dotyczą 25–50% chorych z nieswoistymi zapaleniami jelit (podobnie często we wrzodziejącym zapaleniu jelita grubego i chorobie Crohna), z podobną częstością u obu płci, również u ludzi młodych
- rumień guzowaty – najczęściej występuje w czasie zaostrzenia choroby, choć może pojawiać się również w okresie remisji; dobrze reaguje na terapię glikortykosteroidami
- zgorzelinowe zapalenie skóry – u 2% pacjentów, rzadziej niż we wrzodziejącym zapaleniu jelita grubego; niekoniecznie jest związane z aktywnością stanu zapalnego w jelicie
- łuszczyca – u 10% pacjentów, częściej niż w ogólnej populacji
- nabyte pęcherzowe odklejanie się naskórka – sporadycznie
- aftowe zapalenie jamy ustnej, ziarniniaki swoiste błony śluzowej jamy ustnej i warg
- pierwotne stwardniające zapalenie dróg żółciowych – rzadziej niż we wrzodziejącym zapaleniu jelita grubego; zwiększa ryzyko raka dróg żółciowych
- rak dróg żółciowych – występuje częściej niż w ogólnej populacji; związany częściowo z pierwotnym stwardniającym zapaleniem dróg żółciowych
- autoimmunologiczne zapalenie wątroby
- stłuszczenie wątroby – zależy między innymi od zaburzeń odżywiania i działań niepożądanych stosowanych w terapii glikokortykosteroidów; stopień nasilenia zależy od aktywności i skuteczności leczenia choroby jelita
- kamica żółciowa – głównie u pacjentów z zajętym chorobą jelitem krętym (13–34% chorych) albo po usunięciu operacyjnym jelita krętego
- zapalenie naczyniówki – pojawia się u 0,5–2% pacjentów z nieswoistymi zapaleniami jelita grubego, objawia się bólem oczu i głowy, światłowstrętem, niewyraźnym widzeniem; po chorobie mogą pozostawać trwałe następstwa (zanik tęczówki, jej zrosty z rogówką, jaskra, rzadziej utrata wzroku); w leczeniu stosowane są leki rozszerzające źrenicę oka, a w badaniach wykazywano skuteczność azathiopryny, metotreksatu, infliksimabu
- zapalenie spojówek
- zapalenie nadtwardówki – od 2 do 5% przypadków; ustępuje po terapii choroby jelita i miejscowo podawanych glikokortykosteroidach
- powikłania zakrzepowo-zatorowe – głównie zakrzepica żylna
- autoimmunohemolityczna plamica małopłytkowa
- niedokrwistość z niedoboru żelaza – jest wynikiem przewlekłego krwawienia, zaburzeń wchłaniania żelaza w przypadku objęcia procesem zapalnym dwunastnicy i proksymalnego odcinka jelita czczego, zaburzeń magazynowania żelaza
- niedokrwistość z niedoboru witaminy B12 – jest wynikiem zaburzeń wchłaniania (przy zajęciu procesem zapalnym końcowego odcinka jelita krętego) i nieprawidłowej diety
- niedokrwistość z niedoboru kwasu foliowego – jest wynikiem zaburzeń wchłaniania, nieodpowiedniej diety, zaburzonego metabolizmu kwasu foliowego u pacjentów leczonych sulfasalazyną i metotreksatem
- kłębuszkowe zapalenie nerek – opisywano przypadki, ale brak jest jednoznacznych danych
- śródmiąższowe zapalenie nerek – opisywano przypadki w przebiegu choroby Crohna, ale brak jest jednoznacznych danych; rzadko związane jest też z terapią mesalazyną
- kamica nerkowa – ryzyko wystąpienia jest zależne od czasu trwania choroby Crohna; częściej po resekcji jelita cienkiego
- choroby demielinizacyjne – opisywano niewielki wzrost zachorowań u pacjentów z nieswoistymi zapaleniami jelit, wykazywano też pewien związek z terapią infliksimabem i adalimumabem, brak jest jednak jednoznacznych informacji
- zapalenie nerwu wzrokowego – opisywano przypadki występowania u pacjentów z nieswoistymi zapaleniami jelit, brak jest jednak jednoznacznych informacji
- zapalenie osierdzia – wyjątkowo rzadko
- zapalenie mięśnia sercowego – wyjątkowo rzadko
- ostre zapalenie trzustki – pojawia się rzadko, być może w wyniku aktywności przeciwciał przeciw komórkom części zewnątrzwydzielniczej trzustki; jest również efektem działań niepożądanych leków – azathiopryny, 6-merkaptopuryny, sulfasalazyny i mesalazyny
- przewlekłe zapalenie trzustki – wyjątkowo rzadko obserwowana jest postać idiopatyczna tej choroby
- palce pałeczkowate – 40–60% pacjentów z ciężkim zaostrzeniem choroby
- amyloidoza – występuje rzadko, zajmuje nerki, jelito, wątrobę, śledzionę, serce i tarczycę; nasilenie jest zależne od aktywności i intensywności leczenia choroby podstawowej; opisywano skuteczność infliksimabu w terapii[4][37][39][40].

## Leczenie
Nieznane jest leczenie przyczynowe. Choroby Leśniowskiego-Crohna nie można wyleczyć ani farmakologicznie, ani za pomocą zabiegów chirurgicznych. Usunięcie zmienionego chorobowo fragmentu jelita nie wyklucza pojawienia się zmian zapalnych w innym odcinku przewodu pokarmowego.

### Leczenie farmakologiczne
Terapię można podzielić na dwie fazy. Celem pierwszej (tzw. indukcja remisji) jest doprowadzenie do ustąpienia objawów, poprawy jakości życia chorego oraz do wygojenia błony śluzowej jelita. Po uzyskaniu remisji następuje kolejny etap leczenia czyli jej utrzymanie, zapobieganie nawrotom choroby. Terapia ma ponadto na celu zapobieżenie powikłaniom choroby.
Najpowszechniejszą i zaakceptowaną strategią postępowania farmakologicznego jest tzw. strategia step-up, która polega na włączaniu coraz silniejszych leków, w zależności od postępującego w czasie nasilania się stanu zapalnego. Drugą strategią, która uzyskuje coraz więcej zwolenników, choć nie jest w pełni zaakceptowana przez ekspertów i towarzystwa gastroenterologiczne, to taktyka top-down, polegająca na rozpoczynaniu terapii od leków najsilniej działających czyli leków biologicznych. Podstawą tej strategii jest wygaszenie stanu zapalnego zaraz na początku choroby, przez co można uniknąć powikłań jelitowych i pozajelitowych.
Podstawowe grupy leków stosowane w leczeniu choroby Leśniowskiego-Crohna to kwas 5-aminosalicylowy i jego pochodne, glikokortykosteroidy, leki immunosupresyjne i leki biologiczne. Ponadto w wybranych przypadkach stosuje się antybiotyki, chorzy wymagają ponadto uzupełniania niedoborów oraz terapii mającej na celu leczenie powikłań choroby.

#### Glikokortykosteroidy
Jest to najczęściej stosowana grupa leków u pacjentów z chorobą Leśniowskiego-Crohna w fazie aktywnej, skuteczna w terapii indukującej remisję. Ich działanie polega na hamowaniu wczesnej i późnej fazy reakcji zapalnej. Nie zaleca się stosowania tych leków w terapii podtrzymującej remisję. W ciężkim zaostrzeniu choroby podaje się hydrokortyzon drogą dożylną. W innych przypadkach, w zależności od nasilenia choroby w jej aktywnej fazie, stosuje się doustnie prednizon albo metyloprednizolon. U pacjentów, którzy mają zmiany zapalne ograniczone do końcowego odcinka jelita krętego i kątnicy stosuje się doustnie budezonid, który w tej lokalizacji działa podobnie do innych kortykosteroidów, ale wywołuje mniejsze objawy niepożądane. Po udanym leczeniu indukującym remisję zaleca się stopniowe zmniejszanie dawki kortykosteroidów przez 2–3 miesiące aż do próby ich odstawienia. U części chorych (20–40%) całkowite odstawienie tej grupy leków jest niemożliwe ze względu na zjawisko tzw. steroidozależności. Istnieje też obserwowane u 20–30% chorych zjawisko steroidooporności polegające na niewystępowaniu efektu leczniczego kortykosteroidów. W trakcie terapii glikokortykosteroidami należy zwracać uwagę na obecność aktywnych zakażeń, ropni, przetok z sączeniem treści ropnej – w stanach tych leczenie tą grupą leków może utrudnić gojenie przetok albo wywołać sepsę. Nie zaleca się też stosowania tych leków w dużych dawkach przed planowaną operacją. U pacjentów, u których występuje steroidozależność lub steroidooporność zaleca się podczas zmniejszania dawki kortykosteroidów włączenie leków immunosupresyjnych lub biologicznych. Podczas leczenia glikokortykosteroidami, szczególnie długotrwałego, należy zwracać uwagę na ich działania niepożądane, w tym na zwiększone ryzyko rozwoju osteoporozy.

#### Aminosalicylany
Leki z tej grupy – sulfasalazyna i mesalazyna – to preparaty najdłużej stosowane w historii leczenia choroby Leśniowskiego-Crohna. Ostatnio podważa się skuteczność tych leków w terapii indukującej remisję choroby i nie są to leki rekomendowane przez część ekspertów i towarzystw naukowych. Wytyczne w niektórych krajach, w tym w Polsce, dopuszczają jednak podawanie preparatów mesalazyny (dawka 3–4 g/dobę), które uwalniają tę substancję w jelicie cienkim, przy zmianach zapalnych zlokalizowanych w tym odcinku przewodu pokarmowego. Preparaty sulfasalazyny w dawce 3–6 g na dobę zaleca się przy zmianach zlokalizowanych w jelicie grubym o niewielkiej lub umiarkowanej aktywności. Sulfasalazyna i mesalazyna nie zapobiegają nawrotom choroby u pacjentów z remisja uzyskaną farmakologicznie, stwierdzono natomiast, że mesalazyna zmniejsza ryzyko nawrotu u chorych, po wycięciu zmienionych zapalnie fragmentów jelita cienkiego.
Odrębnym wskazaniem do stosowania mesalazyny jest jej korzystne działanie zapobiegające rozwojowi raka jelita grubego u chorych z nieswoistymi chorobami zapalnymi jelit, potwierdzane w niektórych publikacjach.

#### Leki immunosupresyjne
Leki immunosupresyjne stosuje się w celu uzyskania remisji, a następnie utrzymania jej przez długi czas. Ponadto zastosowanie tych leków ma na celu umożliwienie odstawienia glikokortykosteroidów. Zaleca się je przede wszystkim u chorych:
- ze steroidoopornością
- wymagających terapii kortykosteroidami częściej niż dwa raz w ciągu roku
- z nawrotem choroby po próbie zmniejszenia dawki prednizonu poniżej 15 mg na dobę (lub dawki równoważnej innego kortykosteroidu)
- z zaostrzeniem choroby pojawiającym się w okresie 3 miesięcy od odstawienia glikokortykosteroidów
- z chorobą Leśniowskiego-Crohna powikłaną przetokami
- po operacjach z dużym ryzykiem nawrotu choroby[41]

W leczeniu choroby Crohna stosuje się doustnie pochodne puryny, takie jak azatiopryna i merkaptopuryna. Zaleca się rozpoczynanie leczenia od mniejszych dawek i następnie stopniowe ich zwiększanie. Efekt działania tych leków widoczny jest na ogół po 2–3 miesiącach stosowania. W trakcie terapii tymi lekami zaleca się kontrolę morfologii krwi, ze względu na występowanie leukopenii jako działania niepożądanego oraz kontrolę aktywności enzymów wątrobowych (aminotransferazy, fosfataza alkaliczna) i trzustkowych (amylaza). W przypadku nietolerancji lub wystąpienia działań niepożądanych po tych lekach, stosuje się preparat immunosupresyjny z innej grupy – metotreksat domięśniowo raz w tygodniu. Podczas terapii metotreksatem należy uzupełniać kwas foliowy i kontrolować morfologię krwi, stężenie bilirubiny w surowicy krwi oraz aktywność aminotransferaz.

#### Leki biologiczne
W leczeniu biologicznym choroby Leśniowskiego-Crohna wykorzystuje się przeciwciała monoklonalne pochodzące z żywych organizmów lub rekombinowane, które mają za zadanie zneutralizować działanie prozapalnych cytokin, zahamować funkcję białek adhezyjnych, limfocytów oraz pewnych czynników transkrypcyjnych. Podstawowe wskazania do stosowania preparatów biologicznych to terapia zarówno indukująca jak i podtrzymująca remisję u chorych, którzy cierpią na chorobę Crohna o ciężkim albo średnio ciężkim przebiegu i nie występuje u nich poprawa po zastosowaniu innych leków (do tej grupy należą chorzy steroidozależni i steroidooporni), pacjentów z przetokami utrzymującymi się mimo leczenia konwencjonalnego, a także chorych nietolerujących bądź mających przeciwwskazania do stosowania glikokortykosteroidów albo leków immunosupresyjnych. Leczenie biologiczne może być stosowane u dorosłych i u dzieci. W terapii stosuje się przede wszystkim przeciwciała monoklonalne skierowane przeciw TNF-α: infliksimab i adalimumab. Zazwyczaj w leczeniu podaje się infliksimab we wlewach dożylnych lub adalimumab podskórnie. W Polsce od 2007 roku terapia wyżej wymienionymi lekami biologicznymi odbywa się w ramach programu terapeutycznego, który pozwala na refundację leczenia.
Prowadzone są też badania kliniczne dotyczące stosowania w terapii choroby Leśniowskiego-Crohna innych leków biologicznych – np. kolejnego inhibitora TNF-α – certolizumabu pegol. Ponadto w Stanach Zjednoczonych w roku 2008 do leczenia choroby Leśniowskiego-Crohna zarejestrowano natalizumab – przeciwciało klasy IgG4 przeciw integrynie α4. Trwają badania (III faza) nad skutecznością vedolizumabu (LDP02, MLN02 lub MLN0002). Jest to przeciwciało monoklonalne przeciw integrynie α4β7 mającej powinowactwo tylko do jelita, wskutek czego lek moduluje procesy zapalne tylko w obrębie jelit.

#### Antybiotyki
Antybiotyki zalecane są w przypadku powikłań choroby Leśniowskiego-Crohna – ropni i innych zmian okołoodbytniczych przebiegających ze stanem zapalnym, megacolon toxicum, sepsy, zakażeń ran u pacjentów po operacjach jelit, zapalenia zbiornika jelitowegoo u pacjentów po wykonanej proktokolektomii. Zaleca się je również w przypadku nadmiernego rozrostu flory bakteryjnej w jelicie. Najczęściej stosuje się metronidazol i ciprofloksacynę. Ukazały się również prace, w których opisywano skuteczność ryfaksyminy. W niektórych pracach wykazywano, że stosowanie tych trzech antybiotyków zmniejsza aktywność choroby.

### Leczenie chirurgiczne
Wskazania do zabiegu operacyjnego w chorobie Leśniowskiego-Crohna można podzielić na nagłe oraz planowe. Do wskazań nagłych należy perforacja przewodu pokarmowego, niedrożność jelit czy ogniska zapalne np. guz lub naciek zapalny, ropień. W przypadku obecności ognisk zapalnych dąży się do ich usunięcia, co może wiązać się z resekcją fragmentu jelita, wytworzeniem zespolenia omijającego lub stomii. Resekcje jelita wykonywane są również w przypadku istotnych zwężeń jelita powodujących niedrożność. Operacje w trybie planowym wykonuje się w przypadku stopniowo pojawiającego się ograniczenia drożności jelita, braku poprawy stanu chorego mimo zastosowanego w pełnym zakresie leczenia farmakologicznego, nawracających mimo terapii krwawień z przewodu pokarmowego, obecności przetok, które nie ulegają zamknięciu mimo leczenia zachowawczego, dużego ryzyka nowotworu jelita grubego (i innych) u pacjentów z chorobą trwającą wiele lat.
Zabiegi operacyjne stosowane w leczeniu choroby Leśniowskiego-Crohna to między innymi:
- hemikolektomia prawostronna z zespoleniem jelita cienkiego z okrężnicą
- resekcje odcinkowe
- strikturoplastyka (plastyka zwężeń jelit)
- poszerzanie zwężeń za pomocą specjalnych balonów
- wytworzenie zespoleń omijających
- wyłonienie stomii
- kolektomia
- proktokolektomia z wytworzeniem zbiornika jelitowego lub bez
- zabiegi operacyjne mające na celu likwidację przetok okołoodbytniczych i drenaż ropni[54][59]

W przypadku zabiegów resekcyjnych usunięcie zajętego fragmentu nie leczy choroby; uważa się, że konieczność reoperacji zachodzi w około 50% przypadków w ciągu 10 lat.

### Inne metody leczenia w trakcie badań
Od połowy lat 90. XX w. w badaniach klinicznych znalazło się ponad 20 nowych substancji testowanych jako leki przeciwko chorobie Leśniowskiego-Crohna. Większość z nich ukierunkowana jest na inhibicję funkcji limfocytów T, zablokowanie wydzielania cytokin przez limfocyty T lub indukcję apoptozy limfocytów T. Inne podejścia to zablokowanie dojrzewania limfocytów T, przywrócenie ich równowagi w organizmie lub obniżenie aktywności. Badane są także substancje ukierunkowane przeciwko czynnikowi TNF-α oraz uniemożliwiające dotarcie leukocytów do ognisk zapalnych. Kolejne strategie mają na celu odtworzenie uszkodzonego nabłonka lub stymulację systemu immunologicznego.

#### Leczenie naltreksonem
Donoszono o skuteczności terapii naltreksonem w niskiej dawce (ang. low dose naltrexone, LDN) w leczeniu chorób autoimmunologicznych, w tym aktywnej ChL-C. W pilotażowym prospektywnym badaniu klinicznym na grupie 17 pacjentów ze wskaźnikiem aktywności choroby CDAI 220-450 oceniano skuteczność i bezpieczeństwo terapii doustnie podawanym naltreksonem w dawce 4,5 mg/d codziennie wieczór przez 12 tygodni. Chorzy nie przyjmowali infliksymabu na co najmniej 8 tygodni przed rozpoczęciem badania.
Wskaźniki CDAI znacząco spadły (P = 0,01) u pacjentów przyjmujących LDN i pozostały poniżej poziomu wyjściowego przez 4 tygodnie po ukończeniu terapii. Odpowiedź na terapię zaobserwowano u 89% chorych, a remisja wystąpiła u 67% (P < 0,001). Poprawę jakości życia odnotowano przy badaniu dwoma kwestionariuszami (IBDQ i SF-36). Najczęstszymi działaniami niepożądanymi były zaburzenia snu, które wystąpiły u 7 pacjentów.

#### Leczenie bupropionem
Bupropion, atypowy antydepresant (stymulant będący pochodną fenyloetyloaminy), wydaje się mieć pozytywny wpływ na przebieg chorób autoimmunologicznych, w tym ChL-C, wrzodziejącego zapalenia jelita grubego, atopowego zapalenia skóry i łuszczycy. Istnieją udokumentowane doniesienia o pełnych lub częściowych remisjach tych chorób podczas przewlekłej terapii bupropionem u myszy. Działanie opiera się na obniżeniu poziomu czynnika TNF-α w organizmie.
Wydaje się, że przyczyną jest pozytywny wpływ dopaminergiczny bupropionu – lekko podwyższony poziom dopaminy spowodowany leczeniem wzmaga prawdopodobnie aktywność cAMP, która z kolei zmniejsza produkcję TNF-α.

#### Leczenie marihuaną
W roku 2011 ukazała się publikacja, w której omówiono obserwacje korzystnego wpływu palenia marihuany na przebieg choroby. W roku 2013 przedstawiono wyniki małego, 8-tygodniowego badania klinicznego, w którym u 5 z 11 osób palących marihuanę (dziennie 2 papierosy zawierające 11,5 mg THC) nastąpiła całkowita remisja choroby, natomiast w 10-osobowej grupie placebo zanotowano 1 remisję. Ponadto w grupie leczonej marihuaną nastąpiło osłabienie objawów choroby i zmniejszone było zapotrzebowanie na inne leki.

## Biochemia
W chorobie Crohna występuje nieprawidłowy metabolizm egzogennych kwasów tłuszczowych, który może być związany z niedoborem pokarmowym.
Również, znaczna ilość białek osocza, głównie albumin, może być bezpowrotnie tracona poprzez wydzielanie do światła jelita przez zmienioną zapalnie błonę śluzową. Osoby dotknięte tym schorzeniem wykazują gastroenteropatię z utratą białka, a okres półtrwania podanej dożylnie jodowanej albuminy może się skrócić do ok. 1 dnia. Dla porównania, okresy półtrwania uzyskane dla albumin i haptoglobin u zdrowych osób dorosłych wynoszą odpowiednio 20 i 5 dni.

## Klasyfikacja ICD10
| kod ICD10     | nazwa choroby                         |
| ------------- | ------------------------------------- |
| ICD-10: K50   | Choroba Crohna (Leśniowskiego-Crohna) |
| ICD-10: K50.0 | Choroba Crohna jelita cienkiego       |
| ICD-10: K50.1 | Choroba Crohna jelita grubego         |
| ICD-10: K50.8 | Inne postacie choroby Crohna          |
| ICD-10: K50.9 | Choroba Crohna, nieokreślona          |